# Limoniastrum
Limoniastrum é um género botânico pertencente à família Plumbaginaceae.
1. ↑  «Limoniastrum — World Flora Online». www.worldfloraonline.org. Consultado em 19 de agosto de 2020